# Daimio
Daimio is een geslacht van vlinders van de familie dikkopjes (Hesperiidae), uit de onderfamilie Pyrginae.

## Soorten
- D. bhagava (Moore, 1865)
- D. celebica (Felder & Felder, 1867)
- D. corona (Semper, 1872)
- D. limax (Plötz, 1884)
- D. phisara (Moore, 1884)
- D. sinica (Felder & Felder, 1862)
- D. tethys (Ménétriés, 1857)
- D. tristis Eliot, 1959